# Véronique Mang
Véronique Mang (Douala, 15 dicembre 1984) è un'ex velocista francese.
In carriera ha conquistato la medaglia di bronzo olimpica con la staffetta 4×100 metri ad Atene 2004, ed è stata vice-campionessa europea dei 100 metri piani e della staffetta 4×100 metri a Barcellona 2010.

## Palmarès
| Anno | Manifestazione          | Sede       | Evento      | Risultato        | Prestazione | Note                          |
| ---- | ----------------------- | ---------- | ----------- | ---------------- | ----------- | ----------------------------- |
| 2003 | Europei juniores        | Tampere    | 100 m piani | Argento          | 11"56       |                               |
| 2003 | Europei juniores        | Tampere    | 4×100 m     | Oro              | 44"60       |                               |
| 2004 | Giochi olimpici         | Atene      | 100 m piani | Quarti di finale | 11"39       |                               |
| 2004 | Giochi olimpici         | Atene      | 4×100 m     | Bronzo           | 42"54       |                               |
| 2005 | Giochi del Mediterraneo | Almería    | 100 m piani | Oro              | 11"44       |                               |
| 2005 | Giochi del Mediterraneo | Almería    | 4×100 m     | Oro              | 43"75       |                               |
| 2010 | Mondiali indoor         | Doha       | 60 m piani  | Semifinale       | 7"28        |                               |
| 2010 | Europei                 | Barcellona | 100 m piani | Argento          | 11"11       | Miglior prestazione personale |
| 2010 | Europei                 | Barcellona | 200 m piani | Finale           | dq          |                               |
| 2010 | Europei                 | Barcellona | 4×100 m     | Argento          | 42"45       |                               |
| 2011 | Europei indoor          | Parigi     | 60 m piani  | 6ª               | 7"22        |                               |
| 2011 | Mondiali                | Taegu      | 100 m piani | Semifinale       | 11"44       |                               |
| 2011 | Mondiali                | Taegu      | 4×100 m     | 4ª               | 42"70       |                               |
| 2012 | Giochi olimpici         | Londra     | 100 m piani | Batteria         | 11"41       |                               |

## Campionati nazionali
- 3 volte campionessa nazionale dei 100 metri piani (2006, 2010, 2011)
- 1 volta campionessa nazionale juniores dei 100 metri piani (2003)
- 1 volta campionessa nazionale juniores dei 200 metri piani (2003)

## Altre competizioni internazionali
2006
- 8ª alla World Athletics Final ( Stoccarda), 100 m piani - 11"30

2010
- Oro agli Europei a squadre ( Bergen), 100 m piani - 11"23
- Argento agli Europei a squadre ( Bergen), 4×100 m - 43"47

2011
- Oro agli Europei a squadre ( Stoccolma), 100 m piani - 11"23
- 5ª agli Europei a squadre ( Stoccolma), 4×100 m - 43"61